# Železniška postaja Ormož
Železniška postaja Ormož je ena od večjih železniških postaj v Sloveniji, ki oskrbuje bližnje naselje Ormož.